# Evelien De Both
Evelien De Both (Zottegem, 24 oktober 1986) is een Belgisch politica voor N-VA.
Levensloop
De Both studeerde rechten aan de Universiteit Gent, economisch en bedrijfsrecht aan de ULB en vennootschapsrecht aan de KU Leuven campus Brussel. Evelien De Both werkte als juridisch adviseur voor de Orde der artsen en als advocate. Vanaf 2017 zetelde ze in de Zottegemse OCMW-raad. Op 14 oktober 2018 was zij voor de eerste keer verkiezingskandidaat: ze nam deel aan de gemeentelijke stembusslag en werd verkozen. Tussen 2019 en 2021 was Evelien De Both eerste schepen in het CD&V-N-VA-stadsbestuur, bevoegd voor onder andere middenstand, lokale economie, feestelijkheden en personeelsbeleid.
Vanaf 1 januari 2022 tot 2024 was Evelien De Both waarnemend burgemeester van Zottegem, als opvolgster van CD&V'er Jenne De Potter, die (zoals afgesproken in het bestuursakkoord) de eerste drie jaar van de legislatuur 2019-2024 burgemeester was. Ze was de eerste vrouwelijke burgemeester van de fusiegemeente. Evelien De Both was waarnemend burgemeester aangezien oorspronkelijk burgemeesterskandidaat Matthias Diependaele vanaf oktober 2019 Vlaams minister van Financiën en Begroting, Wonen en Onroerend Erfgoed werd in de regering-Jambon. Op 5 januari 2022 legden beiden de eed af bij provinciegouverneur Van Cauter in Gent. Bij de Belgische federale verkiezingen 2024 stond Evelien De Both op plaats 7 op de Oost-Vlaamse Kamerlijst. 
Na de gemeenteraadsverkiezingen van 2024 werd in Zottegem een coalitie (2025-2030) gevormd van N-VA, CD&V, Positief!, met Evelien De Both als volwaardig burgemeester. Op 18 februari 2025 legde De Both de eed af bij provinciegouverneur Carina Van Cauter. Evelien De Both is ook bevoegd voor veiligheid, landschapspark, toerisme en communicatie.
Evelien De Both is sinds begin 2025 de eerste vrouwelijke  voorzitter van de zoneraad van de Brandweerzone Vlaamse Ardennen. 